# Ouběnice
Ouběnice (německy Aubienitz, v místním nářečí Oubenice) jsou obec v okrese Příbram ve Středočeském kraji, asi 7 km jižně od Dobříše. Žije zde 246 obyvatel.
Obcí protéká zlatonosná řeka Kocába a její přítoky – pravostranná Chaloupka a levostranný Lhotecký potok.

## Historie
Poblíž Chaloupek na návrší nad Kocábou stávalo keltské hradiště. První písemná zmínka o obci pochází z roku 1325.

## Obecní správa

### Části obce
- Ostrov (k. ú. Ostrov u Ouběnic)
- Ouběnice (k. ú. Ouběnice u Dobříše)

Součástí obce je také základní sídelní jednotka Chaloupky. K obci patří také samota Hora.

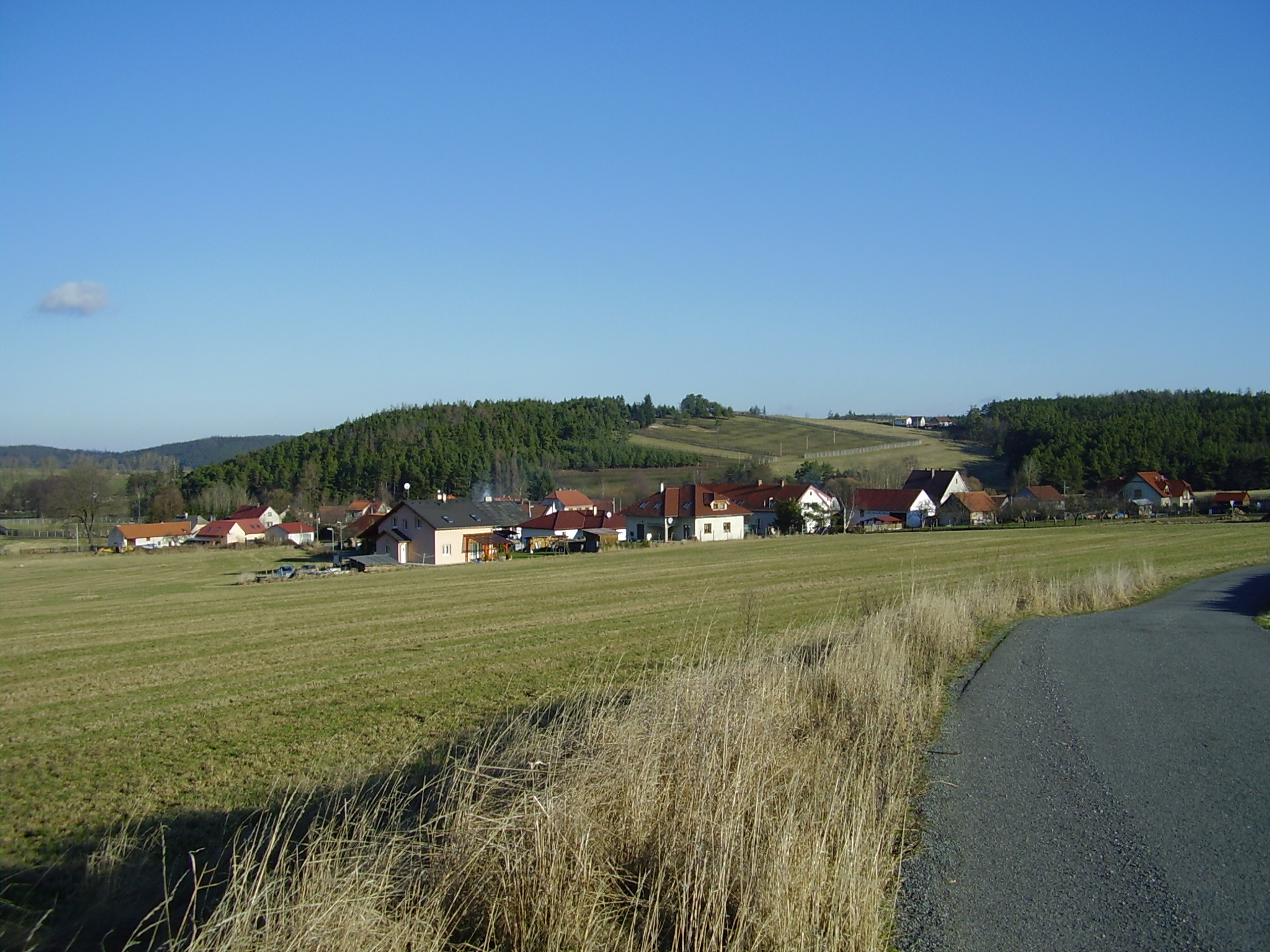
Osada Chaloupky

Sousedními obcemi sídla jsou Nečín, Obořiště, Daleké Dušníky, Drásov, Dlouhá Lhota a Višňová.

### Územněsprávní začlenění
Dějiny územněsprávního začleňování zahrnují období od roku 1850 do současnosti. V chronologickém přehledu je uvedena územně administrativní příslušnost obce v roce, kdy ke změně došlo:
- 1850 země česká, kraj Praha, politický okres Příbram, soudní okres Dobříš[4]
- 1855 země česká, kraj Praha, soudní okres Dobříš
- 1868 země česká, politický okres Příbram, soudní okres Dobříš
- 1939 země česká, Oberlandrat Tábor, politický okres Příbram, soudní okres Dobříš[5]
- 1942 země česká, Oberlandrat Praha, politický okres Příbram, soudní okres Dobříš[6]
- 1945 země česká, správní okres Příbram, soudní okres Dobříš[7]
- 1949 Pražský kraj, okres Dobříš[8]
- 1960 Středočeský kraj, okres Příbram
- 2003 Středočeský kraj, okres Příbram, obec s rozšířenou působností Dobříš

## Společnost

### Rok 1932
Ve vsi Ouběnice (přísl. Ostrov, 263 obyvatel) byly v roce 1932 evidovány tyto živnosti a obchody: 3 hostince, kovář, krejčí, 2 mlýny, 2 obuvníci, 8 rolníků, obchod se smíšeným zbožím, tesařský mistr, 2 trafiky, truhlář.
V Ouběnicích je aktivní sdružení dobrovolných hasičů. V minulosti se zde pořádaly vrcholné soutěže v motokrosu a sidecarcrosu. Nyní se v Ouběnicích jezdí MČR v motocyklovém trialu a do budoucna se počítá s FMX.

## Doprava

### Dopravní síť
Do obce vedou silnice III. třídy. Železniční trať ani stanice či zastávka na území obce nejsou.

### Autobusová doprava 2024
Autobusovou dopravu v obci Ouběnice zajišťuje společnost Arriva Střední Čechy. Obec je součástí Pražské integrované dopravy (PID). V obci se nachází zastávka Ouběnice a Ostrově se zastávka Ouběnice,Ostrov. Obec obsluhují autobusové linky 420, 515 a 520. Linka 515 spojuje Příbram s obcemi Dubno, Drásov, Višňová, Ouběnice, Daleké Dušníky, Nečín, Hřiměždice, Drevníky, Županovice a Borotice. Linka 420 vede z Prahy ze Smíchovského nádraží a pokračuje dále přes Dobříš, Višňovou, Kamýk nad Vltavou, Krásnou Horu nad Vltavou až do Milevska. Linka 520 propojuje Dobříš s okolními obcemi včetně Ouběnic, Hřiměždic nebo Kamýku nad Vltavou.

## Turistika
Místní částí Chaloupky vede turistická trasa  Skalice – Višňová – Jelence – Horní Líšnice.